# Borsa di Colombia
La Borsa di Colombia (in spagnolo: Bolsa de Valores de Colombia), in sigla BVC è una borsa valori creata il 3 luglio 2001 come entità privata iscritta nel mercato valori. L'amministratore dei mercati azionari, reddito fisso e derivati standardizzati e offre piattaforme per il registro nel mercato OTC
Prima della sua creazione operavano 3 borse valori indipendenti: La borsa di Bogotà (1928)), La borsa di Medellìn (1961) e la Borsa di Occidente (Cali, 1983) che si fusero per creare la BVC.

## Creazione del MILA
Il Mercado Integrado Latinoamericano (MILA) riunisce la Borsa di Colombia, la Borsa di Lima(BVL), la Borsa di Santiago (BCS) e la Borsa del Messico (BMV).